# Richard Desmond
Richard Desmond (né le 2 mars 1927 à Medford (Massachusetts) et mort le 1er novembre 1990 à Los Angeles) est un joueur américain de hockey sur glace.

## Carrière
Il participe aux Jeux olympiques d'hiver de 1952 et remporte la médaille d'argent avec les États-Unis ; il dispute huit rencontres au cours du tournoi.

## Titres et honneurs personnels
- Médaille d'argent aux Jeux olympiques de 1952 à Oslo en Norvège